# Micropygus striatus
Micropygus striatus är en tvåvingeart som beskrevs av Octave Parent 1933. Micropygus striatus ingår i släktet Micropygus och familjen styltflugor. Inga underarter finns listade i Catalogue of Life.